# Aurskog-Høland
Aurskog-Høland est une municipalité du comté d'Akershus en Norvège.  Elle est la plus grande municipalité du comté d'Akershus par la superficie. Elle est bordée par Nes au nord, Eidskog, Rømskog et la Suède à  l'est, Marker, Eidsberg et Trøgstad au sud et Fet et Sørum à l'ouest. Aurskog-Holand est la seule municipalité norvégienne qui borde deux comtés et un autre État.

## Géographie et climat

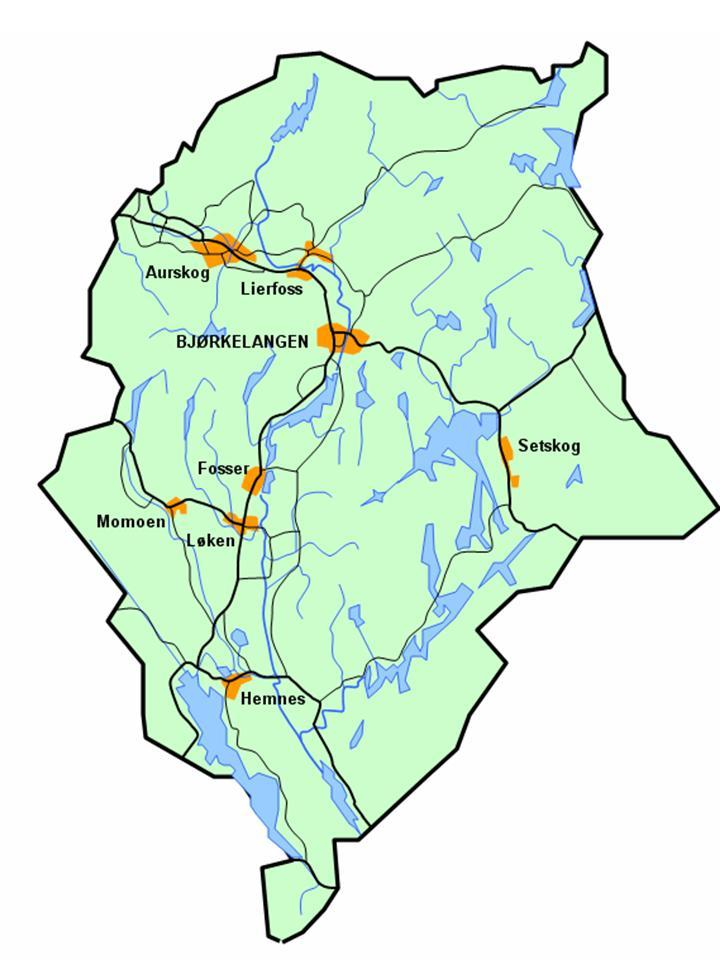
Carte de la commune d'Aurskog-Høland.

Les lieux les plus importants de la commune sont Aurskog, Bjørkelangen (centre administratif de la commune), Fosser, Hemnes, Lierfoss, Løken, Momoen et Setskog.
Les lacs les plus importants sont Setten, Mjermen, Bjørkelangen, Øgderen, Tunnsjøen, Floen et Mangen. Dans les lacs de la commune se trouvent 36 îles qui totalisent 5 hectares. 
Les points les plus élevés sont Runddelen (393 m), Elgheia og Busåsen. Le point le plus bas de la commune est à Skulerudsjøen (118,52 m).
Il y a onze zones de conservation de la nature.
| Normales pour Fosser (Alt.152 m) | Jan  | Fev  | Mars | Avr | Mai | Juin | Juil | Aoû  | Sep | Oct | Nov  | Dec  | Année |
| -------------------------------- | ---- | ---- | ---- | --- | --- | ---- | ---- | ---- | --- | --- | ---- | ---- | ----- |
| Températures moyennes (°C)       | −5,5 | −5,0 | −1,0 | 3,3 | 9,5 | 14,0 | 15,0 | 14,0 | 9,8 | 5,5 | −0,5 | −5,0 | 4,5   |
| Précipitations (mm)              | 46   | 36   | 41   | 42  | 51  | 67   | 75   | 81   | 86  | 86  | 73   | 51   | 735   |

## Histoire
Aurskog et Høland étaient deux communes distinctes en 1837. Le 1er juillet 1919, Aurskog fut divisée en deux lorsque Blaker devint une commune à part entière. Aurskog comptait 3 102 habitants après la division.
Høland fut divisée en deux le 1er janvier 1905 quand Setskog devint une commune à part entière. Høland comptait 4 928 habitants après la division de la commune. Le 1er juillet 1924 la commune fut à nouveau divisée en deux lorsque Søndre et Nordre Høland devinrent des communes à part entière. Søndre Høland comptait 2 106 habitants, Nordre Høland 3 188.
Le 1er janvier 1966 Aurskog, Nordre Høland, Setskog et Søndre Høland fusionnèrent pour donner la commune actuelle Aurskog-Høland. Elle absorbe la commune de Rømskog le 1er janvier 2020.
La population de la commune se répartit comme suit :
- Aurskog : 3129
- Nordre Høland : 4261
- Setskog : 811
- Søndre Høland : 2173

## Jumelages
- Kumla,  Suède
- Frederikssund,  Danemark
- Sibbo,  Finlande

## Galerie

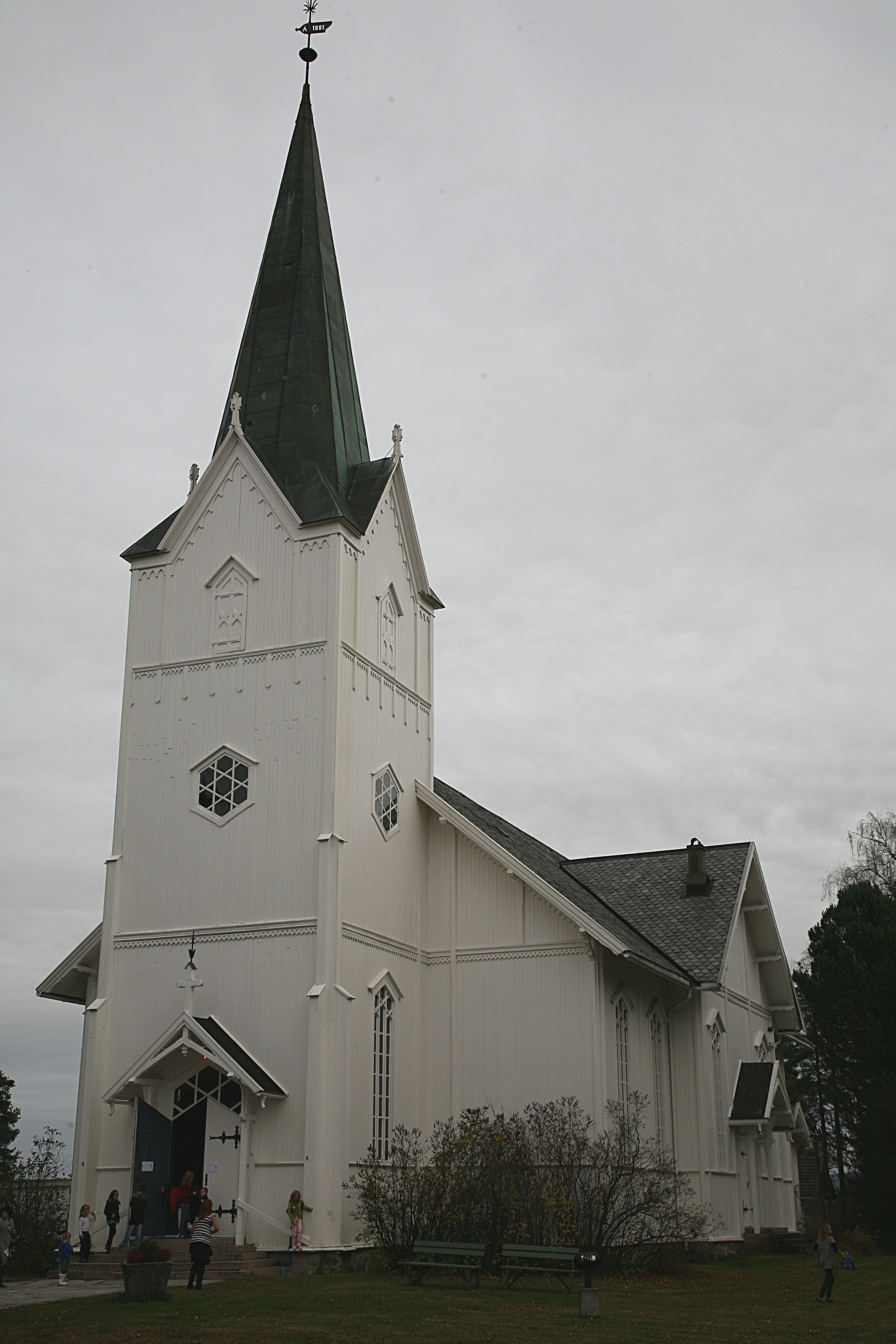
Église d'Aurskog
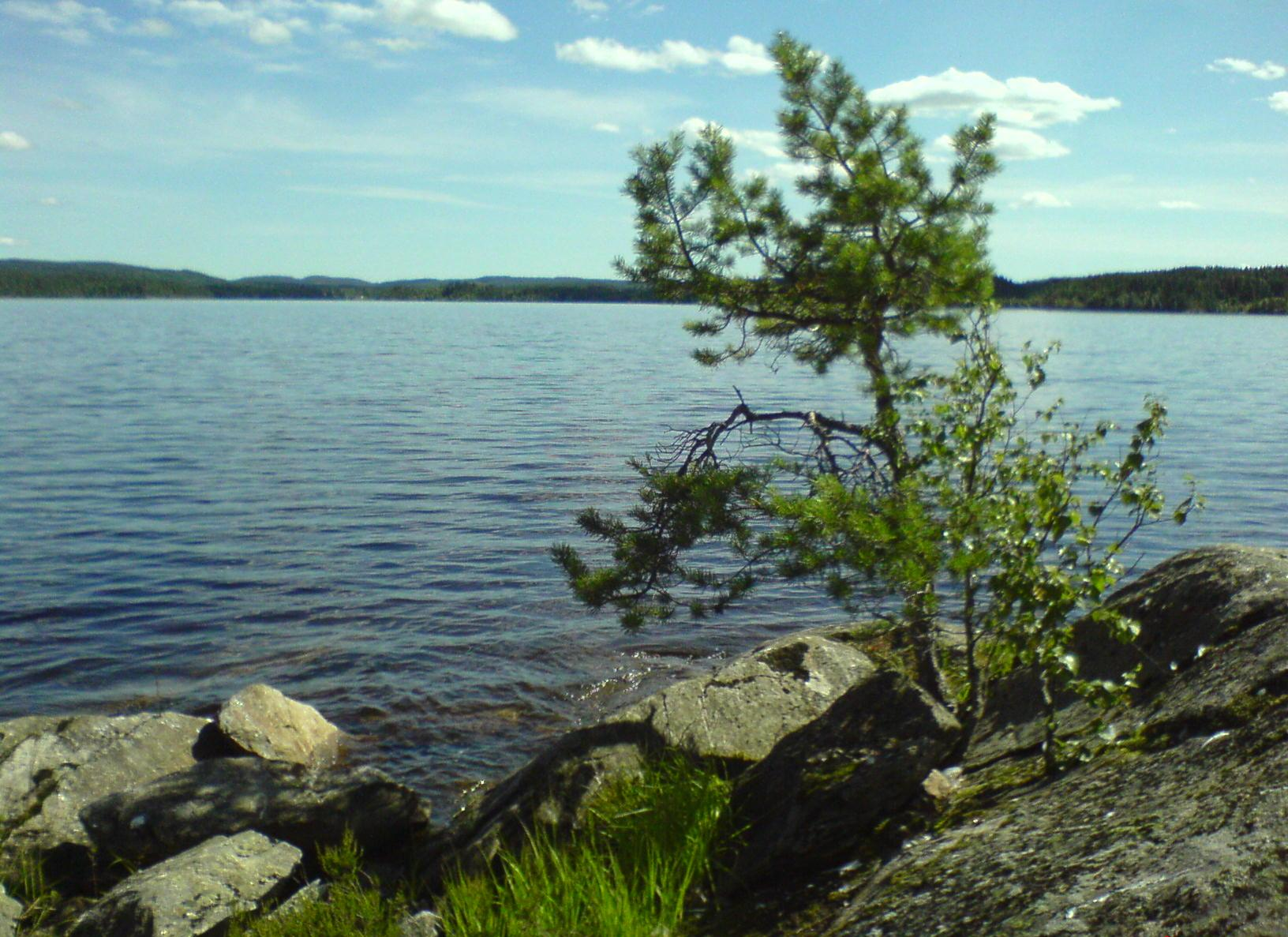
Setten
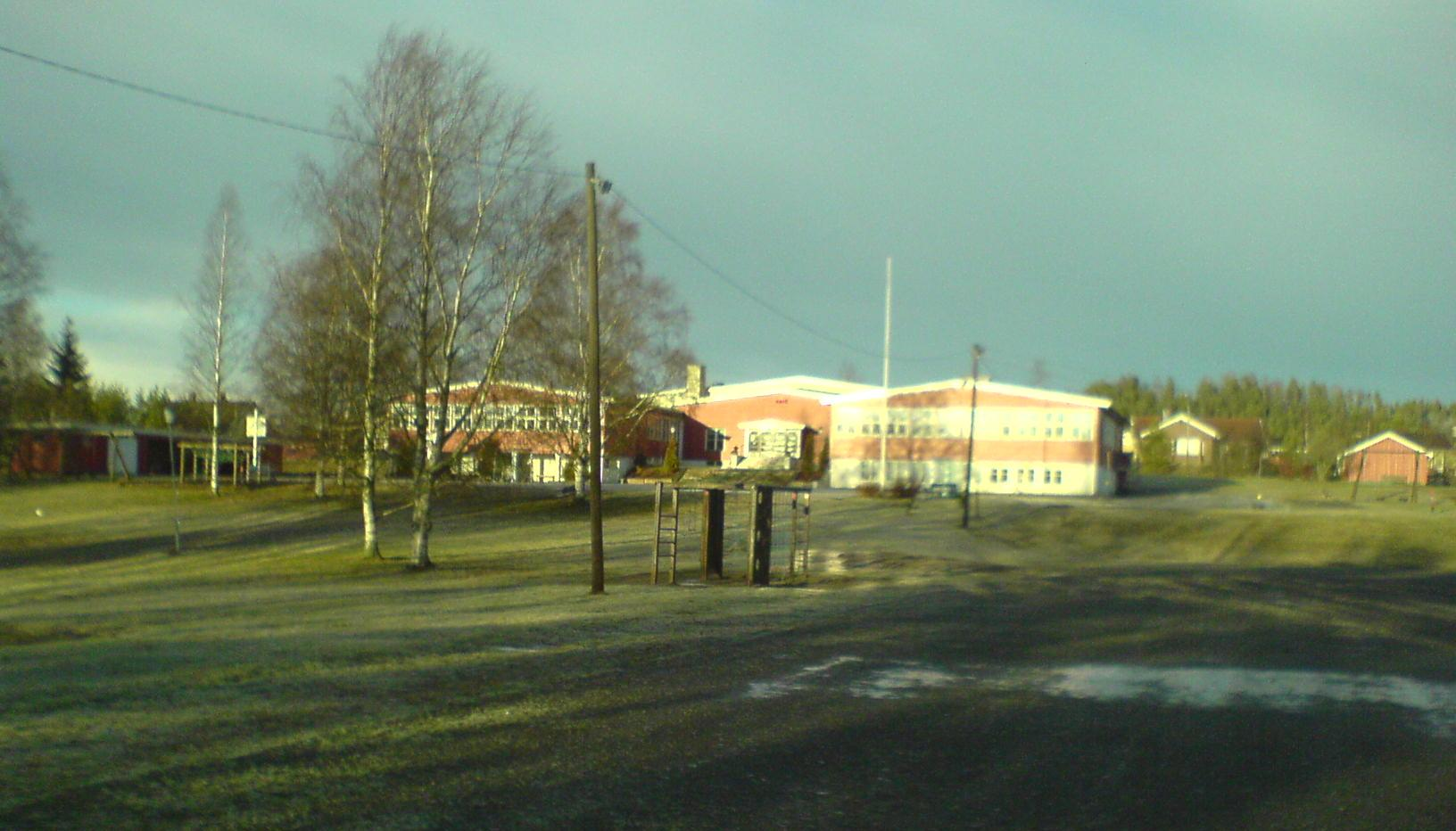
Ecole de Haneborg
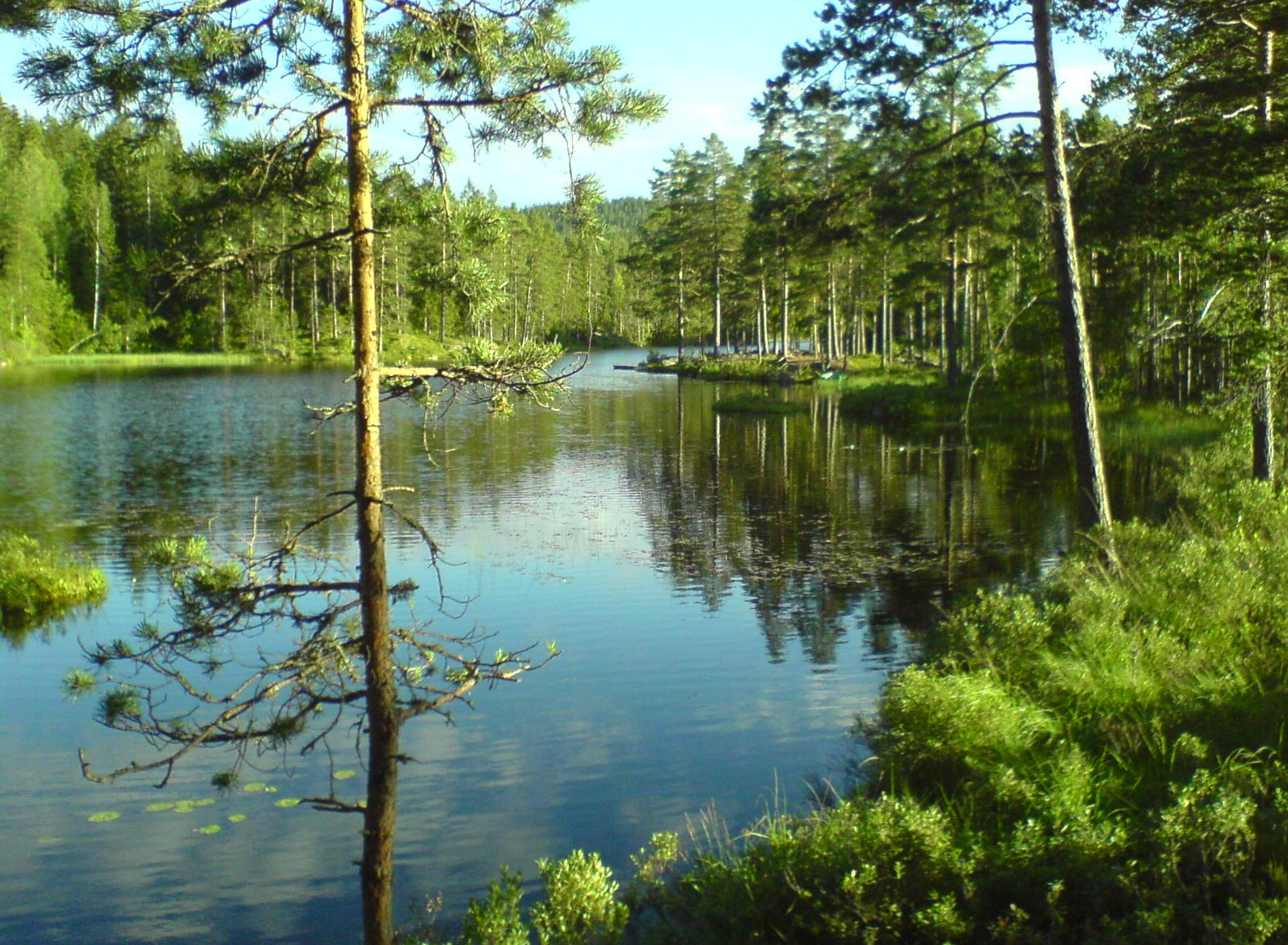
Lac de Langvannet à Lierfoss
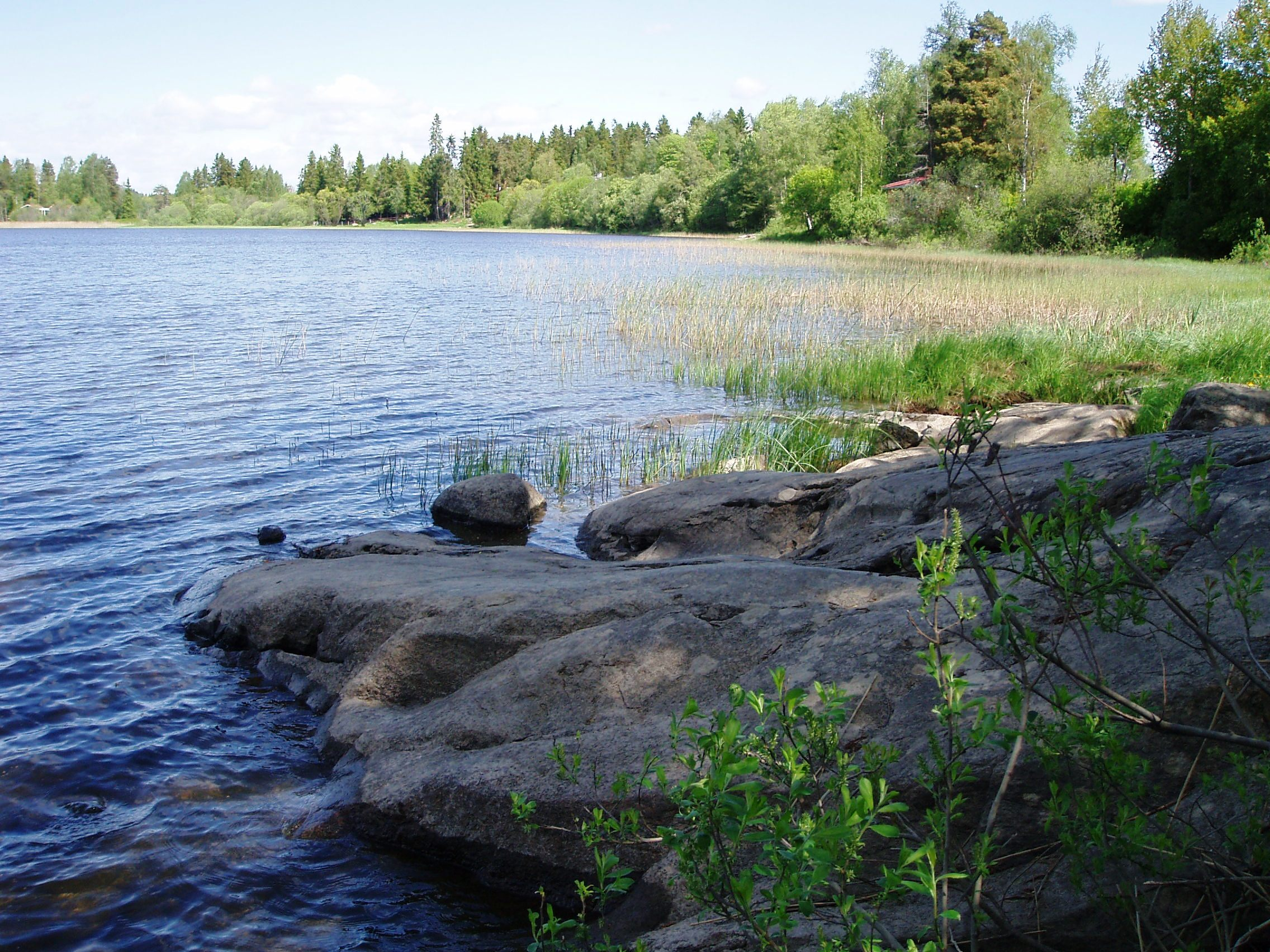
Lac de Bråtevannet à Hemnes